# ФК Срем Сремска Митровица
Фудбалски клуб Срем је фудбалски клуб из Сремске Митровице, Србија. Клуб је основан 1919. и тренутно се такмичи у Градској фудбалској лиги Сремске Митровице (група Б), последњем такмичарском нивоу српског фудбала.

## Историја
Један је од најуспешнијих фудбалских клубова из Срема, и најуспешнији фудбалски клуб из Сремске Митровице са дугом и богатом традицијом. Први улазак у други ранг југословенског фудбалског такмичења Другу лигу клуб је остварио у лето 1956. године и у њој се такмичио наредних десет година (до лета 1966. године) када је испао у Српску лигу- северна група. Најбољи пласман у тих десет година била су два пута освојено четврто место (сезоне 1960/61. и 1961/62.). Одмах након испадања у трећи ранг, ФК Срем осваја прво место са уписаних 49 бодова на свом конту, пет више од првог пратиоца РФК Нови Сад.
Брзи повратак клуба у Другу лигу није био толико успешан. У првој сезони ФК Срем осваја тринаесто место (од 18 клубова), док се у другој (сезона 1968/69) нашао први испод црте (15. место од 16 клубова учесника).
У нижем рангу (Трећој лиги) у првој сезони ФК Срем завршава сезону на другој позицији са 45 бодова, осам мање од првопласираног кулског Хајдука, да би у другој сезони, убедљиво прошао први кроз циљ. Овога пута повратак митровачких "црно-бели" био је само једну сезону у Другој лиги (1971/72) када ће се вратити Трећем фудбалском рангу такмичења и у њему остати наредних четрнаест година (лета 1986. године ФК Срем је испао у четврти ранг - Сремску зону. Одмах након испадања ФК Срем осваја четврти ранг и експресно се враћа у трећелигашки караван).
Иако је освојио шесто место на табели Треће лиге (сезона 1987/88.), након реорганизације југословенског фудбала "црно-бели" из Сремске Митровице од лета 1988. године селе се у веома јаку Војвођанску лигу (четврти фудбалски ранг). У њој ће провести наредне три сезоне када ће од лета 1991. поново постати чланови трећег ранга - Северне група Српске лиге.
Од лета 2004. године ФК Срем је поново учесник друголигашког каравана, и у њему остаје наредних осам година, до лета 2012. када је као последњепласирани клуб Друге лиге Србије са 20 бодова морао у нижи ранг. У нижем рангу Српској лиги Војводина клуб је наставио са посртањем, па је у сезони 2012/13. као последњепласирани клуб на табели (28 бодова) морао у четврти ранг - Војвођанску лигу запад.
Када је клуб испао у Војвођанску лигу Запад, лета 2013. године престао је да постоји. Иако је жребан за "војвођански запад" клуб се није појавио на одигравање прва два кола (као домаћин против ФК Врбас и као гост у Пригревици, против тадашњег ПИК-а) клуб је суспендован из такмичења.
Након пет године паузе, од лета 2018. године ФК Срем је поново у такмичарском фудбалу кренувши од најнижег степена такмичења, Градске фудбалске лиге Сремске Митровице.

## Успеси
- Друга лига Југославије (13 сезона)
четвртопласиран (2): 1960/61; 1961/62;
1956 - 1966.
1967 - 1969.
1971 - 1972.
- Друга лига Србије (8 сезона)
петопласиран (1): 2005/06.
2004 - 2012.
- Српска лига - северна група (трећи ранг)
Освајач (2): 1966/67, 1970/71.
- Сремска зона (четврти ранг)
Освајач (1): 1986/87.

## Познати бивши играчи
- Фрањо Гилер
- Ђура Хорватиновић
- Крешимир Араповић
- Фрањо Барић
- Бранислав Ивановић
- Драган Мутибарић
- Драган Огњановић
- Бранко Недић
- Јован Савић
- Раде Стевков
- Добривоје Тривић
- Џозеф Нестрој Кизито
- Филип Ссози
- Дарјан Тодоровић
- Динеи
- Едилсон Барбоса
- Едмилсон
- Фабио Рикардо
- Еривелто
- Адано Клеитнардес Понтес
- Жозе Антонио Бернардес Понтес
- Рикардо Переира
- Родриго
- Вилијам
- Филип Касалица
- Флорин Јоан Пелекаки

## Резултати последњих сезона
| Сезона   | Лига                      | Поз. | ИГ | Д  | Н  | И  | ГД | ГП | Бод. | Куп Србије           | Напомене                             |
| -------- | ------------------------- | ---- | -- | -- | -- | -- | -- | -- | ---- | -------------------- | ------------------------------------ |
| 1998/99. | 3. - Војводина            | ?    | ?  | ?  | ?  | ?  | ?  | ?  | ?    | није се квалификовао |                                      |
| 1999/00. | 3. - Војводина            | 5    | 40 | 21 | 7  | 12 | 97 | 58 | 70   | није се квалификовао |                                      |
| 2000/01. | 3. - Војводина            | ?    | ?  | ?  | ?  | ?  | ?  | ?  | ?    | није се квалификовао |                                      |
| 2001/02. | 3. - Војводина            | 12   | 34 | 14 | 7  | 13 | 48 | 46 | 49   | није се квалификовао | Испао и и фузионисао се са Звездаром |
| 2002/03. | 2. - Исток                | 4    | 33 | 12 | 14 | 7  | 45 | 31 | 50   | Осмина финала        |                                      |
| 2003/04. | 2. - Исток                | 4    | 36 | 17 | 6  | 13 | 59 | 45 | 57   | Шеснаестина финала   |                                      |
| 2004/05. | 2. - група Србија         | 9    | 38 | 15 | 7  | 16 | 50 | 48 | 52   | није се квалификовао |                                      |
| 2005/06. | 2. - група Србија         | 5    | 38 | 17 | 9  | 12 | 47 | 41 | 60   | није се квалификовао |                                      |
| 2006/07. | 1. лига Србије            | 14   | 38 | 13 | 9  | 16 | 39 | 47 | 48   | Осмина финала        |                                      |
| 2007/08. | 1. лига Србије            | 7    | 34 | 14 | 5  | 15 | 43 | 41 | 47   | Осмина финала        |                                      |
| 2008/09. | 1. лига Србије            | 9    | 34 | 11 | 11 | 12 | 33 | 35 | 44   | Шеснаестина финала   |                                      |
| 2009/10. | 1. лига Србије            | 8    | 34 | 12 | 10 | 12 | 34 | 37 | 46   | Шеснаестина финала   |                                      |
| 2010/11. | 1. лига Србије            | 14   | 34 | 8  | 12 | 14 | 30 | 43 | 36   | Осмина финала        |                                      |
| 2011/12. | 1. лига Србије            | 16   | 34 | 4  | 8  | 22 | 27 | 67 | 20   | Шеснаестина финала   |                                      |
| 2012/13. | 3 - Српска лига Војводина | -    | -  | -  | -  | -  | -  | -  | -    | Пред коло            |                                      |